# Сагайдачные
Сагайдачные — дворянский род, потомство гетмана Петра Сагайдачного.

## Описание герба
В красном поле серебряная опрокинутая подкова, увенчанная золотым кавалерским крестом.